# Bring Me Home: Live 2011
Bring Me Home: Live 2011 là album video thứ năm của ban nhạc người Anh Sade, phát hành ngày 22 tháng 5 năm 2012 bởi RCA Records. Album được ghi hình tại Nhà thi đấu Citizens Business Bank ở Ontario, California vào ngày 4 tháng 9 năm 2011, trong chuyến lưu diễn của ban nhạc Sade Live (2011). DVD và Blu-ray bao gồm 21 bài hát, cũng như những hình ảnh hiếm hoi về hậu trường với một bộ phim tài liệu dài 20 phút, những khoảnh khắc chân thực độc quyền, một bộ phim tài liệu kỹ thuật ngắn của Stuart Matthewman và các cảnh quay của đoàn làm phim. Đĩa CD đi kèm với bản DVD bao gồm 13 bài hát.
Một phiên bản cao cấp với những bản thu trực tiếp và video của buổi hòa nhạc cũng được phát hành trên iTunes. Bring Me Home: Live 2011 ra mắt ở vị trí số một trên bảng xếp hạng Billboard Top Music Videos tại Hoa Kỳ, và sau đó được đề cử giải Grammy cho Video ca nhạc hình thái dài xuất sắc nhất tại lễ trao giải thường niên lần thứ 55.

## Danh sách bài hát
| DVD và Blu-ray | DVD và Blu-ray                        | DVD và Blu-ray                                        | DVD và Blu-ray |
| STT            | Nhan đề                               | Sáng tác                                              | Thời lượng     |
| -------------- | ------------------------------------- | ----------------------------------------------------- | -------------- |
| 1.             | "Soldier of Love"                     | Sade Adu Andrew Hale Stuart Matthewman Paul S. Denman | 7:53           |
| 2.             | "Your Love Is King"                   | Adu Matthewman                                        | 4:57           |
| 3.             | "Skin"                                | Adu Matthewman Hale Denman                            | 3:57           |
| 4.             | "Kiss of Life"                        | Adu Matthewman Hale Denman                            | 5:01           |
| 5.             | "Love Is Found"                       | Adu Hale Matthewman Denman                            | 5:18           |
| 6.             | "In Another Time"                     | Adu Matthewman Hale                                   | 4:30           |
| 7.             | "Smooth Operator"                     | Adu Ray St. John                                      | 4:30           |
| 8.             | "Jezebel"                             | Adu Matthewman                                        | 6:55           |
| 9.             | "Bring Me Home"                       | Adu Matthewman Hale                                   | 4:11           |
| 10.            | "Is It a Crime"                       | Adu Matthewman Hale                                   | 8:12           |
| 11.            | "Love Is Stronger Than Pride"         | Adu Hale Matthewman                                   | 4:37           |
| 12.            | "All About Our Love"                  | Adu Matthewman Hale Denman                            | 2:38           |
| 13.            | "Paradise"                            | Adu Hale Matthewman Denman                            | 3:55           |
| 14.            | "Nothing Can Come Between Us"         | Adu, Matthewman, Hale                                 | 2:25           |
| 15.            | "Morning Bird"                        | Adu Hale Matthewman                                   | 4:35           |
| 16.            | "King of Sorrow"                      | Adu Matthewman Hale Denman                            | 4:02           |
| 17.            | "The Sweetest Taboo"                  | Adu Martin Ditcham                                    | 5:07           |
| 18.            | "The Moon and the Sky"                | Adu Matthewman Hale                                   | 4:35           |
| 19.            | "Pearls"                              | Adu Hale                                              | 4:34           |
| 20.            | "No Ordinary Love"                    | Adu Matthewman                                        | 5:52           |
| 21.            | "By Your Side"                        | Adu Matthewman Hale Denman                            | 10:17          |
| 22.            | "Cherish the Day"                     | Adu Hale Matthewman                                   | 7:17           |
| 23.            | "How Do You Say Thank You?" (bổ sung) |                                                       | 21:01          |
| 24.            | "In the Trenches" (bổ sung)           |                                                       | 6:22           |
| 25.            | "3 Seconds" (bổ sung)                 |                                                       | 2:45           |

| CD  | CD                                     | CD                         | CD         |
| STT | Nhan đề                                | Sáng tác                   | Thời lượng |
| --- | -------------------------------------- | -------------------------- | ---------- |
| 1.  | "Soldier of Love"                      | Adu Hale Matthewman Denman | 6:16       |
| 2.  | "Skin"                                 | Adu Matthewman Hale Denman | 3:57       |
| 3.  | "Kiss of Life"                         | Adu Matthewman Hale Denman | 5:04       |
| 4.  | "Love Is Found"                        | Adu Hale Matthewman Denman | 4:05       |
| 5.  | "In Another Time"                      | Adu Matthewman Hale        | 4:34       |
| 6.  | "Jezebel"                              | Adu Matthewman             | 6:57       |
| 7.  | "All About Our Love"                   | Adu Matthewman Hale Denman | 2:38       |
| 8.  | "Paradise/Nothing Can Come Between Us" | Adu Hale Matthewman Denman | 6:23       |
| 9.  | "Morning Bird"                         | Adu Hale Matthewman        | 4:40       |
| 10. | "The Moon and the Sky"                 | Adu Matthewman Hale        | 4:29       |
| 11. | "No Ordinary Love"                     | Adu Matthewman             | 5:50       |
| 12. | "By Your Side"                         | Adu Matthewman Hale Denman | 4:53       |
| 13. | "Cherish the Day"                      | Adu Hale Matthewman        | 7:32       |

## Xếp hạng
| Bảng xếp hạng (2012-14)                        | Vị trí cao nhất |
| ---------------------------------------------- | --------------- |
| DVD Âm nhạc Úc (ARIA)                          | 4               |
| DVD âm nhạc Áo (Ö3 Austria)                    | 1               |
| DVD âm nhạc Bỉ (Ultratop Flanders)             | 3               |
| DVD âm nhạc Bỉ (Ultratop Wallonia)             | 1               |
| DVD Âm nhạc Cộng hòa Séc (ČNS IFPI)            | 1               |
| DVD âm nhạc Đan Mạch (Hitlisten)               | 5               |
| DVD âm nhạc Hà Lan (MegaCharts)                | 2               |
| DVD âm nhạc Phần Lan (Suomen virallinen lista) | 1               |
| DVD âm nhạc Pháp (SNEP)                        | 1               |
| DVD Âm nhạc Đức (Media Control)                | 1               |
| DVD Âm nhạc Hungaria (MAHASZ)                  | 1               |
| DVD Âm nhạc Ireland (IRMA)                     | 6               |
| DVD Âm nhạc Ý (FIMI)                           | 13              |
| DVD Âm nhạc Tây Ban Nha (PROMUSICAE)           | 2               |
| DVD âm nhạc Thụy Điển (Sverigetopplistan)      | 1               |
| DVD âm nhạc Thụy Sĩ (Schweizer Hitparade)      | 1               |
| Video âm nhạc Anh Quốc (OCC)                   | 3               |
| Hoa Kỳ Music Video Sales (Billboard)           | 1               |

| Bảng xếp hạng (2012)           | Vị trí cao nhất |
| ------------------------------ | --------------- |
| Album Cộng hòa Séc (ČNS IFPI)  | 12              |
| Album Đức (Offizielle Top 100) | 15              |
| Album Hungaria (MAHASZ)        | 7               |
| Album Ý (FIMI)                 | 19              |
| Album Nhật Bản (Oricon)        | 83              |
| Album Mexico (Top 100 Mexico)  | 73              |
| Album Ba Lan (ZPAV)            | 3               |
| Album Bồ Đào Nha (AFP)         | 11              |
| Album Nga (2M)                 | 7               |

| Bảng xếp hạng (2012)                      | Vị trí |
| ----------------------------------------- | ------ |
| DVD Âm nhạc Úc (ARIA)                     | 40     |
| DVD Âm nhạc Bỉ (Ultratop Flanders)        | 13     |
| DVD Âm nhạc Bỉ (Ultratop Wallonia)        | 8      |
| DVD Âm nhạc Hà Lan (Dutch Charts)         | 28     |
| DVD Âm nhạc Pháp (SNEP)                   | 21     |
| DVD Âm nhạc Thụy Điển (Sverigetopplistan) | 28     |
| Hoa Kỳ Music Video Sales (Billboard)      | 13     |

| Bảng xếp hạng (2012)    | Vị trí |
| ----------------------- | ------ |
| Album Hungaria (MAHASZ) | 65     |

## Chứng nhận
| Quốc gia                                 | Chứng nhận  | Số đơn vị/doanh số chứng nhận |
| Video                                    | Video       | Video                         |
| ---------------------------------------- | ----------- | ----------------------------- |
| Pháp (SNEP)                              | Vàng        | 7.500*                        |
| Ba Lan (ZPAV)                            | 2× Bạch kim | 20.000*                       |
| * Chứng nhận dựa theo doanh số tiêu thụ. |             |                               |

## Lịch sử phát hành
| Khu vực        | Ngày             | Định dạng                    | Hãng đĩa | Ct.                  |
| -------------- | ---------------- | ---------------------------- | -------- | -------------------- |
| Hoa Kỳ         | 22 tháng 5, 2012 | DVD + CD Blu-ray tải nhạc số | Epic     | [ 40 ] [ 41 ] [ 42 ] |
| Đức            | 8 tháng 6, 2012  | DVD + CD Blu-ray tải nhạc số | Sony     | [ 43 ] [ 44 ] [ 45 ] |
| Pháp           | 11 tháng 6, 2012 | DVD + CD Blu-ray tải nhạc số | Sony     | [ 46 ] [ 47 ] [ 48 ] |
| Vương quốc Anh | 11 tháng 6, 2012 | DVD + CD Blu-ray tải nhạc số | RCA      | [ 49 ] [ 50 ] [ 51 ] |
| Ý              | 12 tháng 6, 2012 | DVD + CD Blu-ray tải nhạc số | Sony     | [ 52 ] [ 53 ] [ 54 ] |
| Nhật Bản       | 13 tháng 6, 2012 | DVD+CD                       | Sony     | [ 55 ]               |
| Úc             | 22 tháng 6, 2012 | DVD+CD Blu-ray tải nhạc số   | Sony     | [ 56 ] [ 57 ] [ 58 ] |